# Providence County
Providence County is een van de 5 county's in de Amerikaanse staat Rhode Island.
De county heeft een landoppervlakte van 1.070 km² en telt 621.602 inwoners (volkstelling 2000). De hoofdplaats is Providence.

## Geboren
- Gina Raimondo (Smithfield, 1971), gouverneur van Rhode Island (2015-2021) en minister

Bristol · Kent · Newport · Providence · Washington